# 10724 Carolraymond
10724 Carolraymond eller 1986 VR5 är en asteroid i huvudbältet som upptäcktes den 5 november 1986 av den amerikanske astronomen Edward L.G. Bowell vid Anderson Mesa Station. Den är uppkallad efter Carol A. Raymond.
Asteroiden har en diameter på ungefär 4 kilometer.